# خيبر شهرك خيبر (مقاطعة دهلران)
خيبر شهرك خيبر (بالفارسية: خیبر شهرک خیبر) هي قرية تقع في قسم دشت عباس الريفي (مقاطعة دهلران) في إيران. يقدر عدد سكانها بـ 332 نسمة بحسب إحصاء 2016.